# امیلیا رز ارهارت
امیلیا رز ارهارت (انگلیسی: Amelia Rose Earhart) متولد ۱۹۸۳ داونی کالیفرنیا،
خلبان خصوصی و گوینده سابق اخبار ترافیک و آب و وهوا شبکه خبری ان بی سی در دنور، کلرادو و ساکن دنور است. در سال ۲۰۱۳ ارهارت پرواز را به کمک بنیاد املیا شروع کرد که کمک هزینه آموزشی پرواز را به دختران ۱۶ تا ۱۸ سال اعطا می‌کرد. به ارهارت در جوانی توسط اعضای خانواده اش گفته شده بود که وی از نوادگان امیلیا ارهارت می‌باشد و وی در طی دوره کالج با استخدام یک شجره نامه‌نویس به تحقیق پیرامون این ارتباط پرداخته بود. این شجره‌شناس به او گفت که او و املیا دارای اصل و نسب مشترک بوده و این اشترک به سال ۱۷۰۰ میلادی برمی‌گردد، با این حال شجره‌شناس دوم طی جستجو در سال ۲۰۱۳ هیچ ارتباط قابل ردیابی پیدا نکرد.